# 大津麟平
大津麟平（おおつ りんぺい，1865年—1939年12月31日），日本西海道肥後國（今熊本縣）人，岩手縣知事、德島縣知事。

## 生平
慶應元年（1865年）十月出生於肥後國，為大津俊太郎長男。明治二十三年（1890年）東京帝國大學法科大學德法科畢業，同年11月通過高等文官試驗，於內務省地理局任職。後歷任新潟、埼玉縣參事官。
明治二十九年（1896年）調任臺灣總督府，歷任臺南郵便電信局長、臺南縣內務部長、臺南縣警察部長、總督官房秘書官等職。四十一年（1908年）5月30日任民政部警察本署警視總長，任內發生七腳川事件。四十二年（1909年）10月25日轉任民政部蕃務本署蕃務總長至大正二年（1913年）6月30日。
大正三年（1914年）6月9日就任岩手縣知事，八年（1919年）4月18日轉任德島縣知事，十年（1921年）5月27日退休。後於十二年（1923年）擔任東亞同文書院院長，十五年（1926年）任大日本武德會武道専門學校校長。昭和十四年（1939年）12月31日去世。